# Aage Sikker Hansen
Aage Sikker Hansen (født 29. juli 1897 i Grenaa, død 27. oktober 1955 i København) var en dansk tegner, plakatkunstner og bogillustrator. Han var i en årrække medarbejder ved Politikens "Magasinet". Han står bag reklameplakater som f.eks. FDBs Cirkel Kaffe.
Han var søn af maskinkonstruktør Markus Sikker Hansen og Valborg Augusta født Rasmussen, blev udlært malersvend i Aalborg 1916 og afgik fra Aalborg tekniske skole 1917. Han gik på Kunstakademiet i én måned i 1917 og tog dernæst en 3-årig uddannelse som litograf. 
Begravet på Sædder Kirkegård.